# Dream of You
Dream of You è il primo album solista della musicista irlandese Sharon Corr.
L'album vede la partecipazione del cantante Álex Ubago in Buenos Aires. Questo è il secondo duetto tra i due dopo la collaborazione di Sharon nell'album spagnolo Calle illusione.
In Spagna è stato presentato con un remix della canzone Everybody's Got to Learn Sometime.

## Tracce
1. Our wedding day (She moved through the fair) – 2:18 (tradizionale)
2. Everybody's Got to Learn Sometime – 3:13 (James Warren)
3. It's Not a Dream – 4:08 (Sharon Corr)
4. Mná Na h'Éireann (Women of Ireland con Jeff Beck) – 5:45 (Seán Ó Riada)
5. Buenos Aires (con Álex Ubago) – 3:53 (Sharon Corr, Álex Ubago)
6. So long ago – 3:35 (Sharon Corr)
7. Smalltown Boy – 5:03 (Steven Bronski, Laurence Cole, James Somerville)
8. Cooley's reel – 3:19 (tradizionale)
9. Butterflies – 4:22 (Sharon Corr)
10. Dream of you – 3:49 (Sharon Corr)
11. Real world – 3:55 (Sharon Corr)
12. Love me better – 3:39 (Sharon Corr)

### iTunes bonus[2]
1. Jenny's chickens – 2:44 (tradizionale)

## Singoli
1. "It’s not a dream", dal 28 agosto 2009.
2. "Everybody's got to learn sometime", dal 2010. Il video clip è stato registrato in Andalusia, Spagna.